# Jon Blåhed
Jon Mikael Blåhed, född 20 maj 1987 i Gällivare, är en svensk regissör och manusförfattare, uppvuxen i Tärendö i Tornedalen.

## Filmografi i urval
- 2018 – Maj Doris (dokumentär)
- 2019 – Turpa Kiinni Minun Haters (film)
- 2020 – Inland (film)
- 2021 – Greven (dokumentär)
- 2023 – Fejkpatient (TV-serie)
- 2025 – Rörelser (film)